# Campeonato Paraguaio de Futebol de 1935
O Campeonato Paraguaio de Futebol de 1935 foi o vigésimo quinto torneio desta competição.  Participaram dez equipes. Não houve campeonatos em 1932,1933 e 1934 devido a Guerra do Chaco. Das 14 equipes do Campeonato Paraguaio de Futebol de 1931, somente as que "tinham campos de futebol na cidade de Assunção" poderiam jogar, devido a uma regra esdrúxula apoiada pelos 9 "tradicionais" . O CALT foi banido primeiramente, mas devido a sua "influência nos bastidores" foi realocado na primeira divisão. Os clubes Sportivo Luqueño, Presidente Alvear, Universo e General Caballero foram excluídos.
| Equipe                | Cidade   | Departamento     | No ano anterior | Estádio | Capacidade | Títulos                                                  | Participações |
| --------------------- | -------- | ---------------- | --------------- | ------- | ---------- | -------------------------------------------------------- | ------------- |
| Club River Plate      | Assunção | Distrito Capital | Lugar           | --      | --         | 0 (não possui)                                           | 18            |
| Club Cerro Porteño    | Assunção | Distrito Capital | Lugar           | --      | --         | 4 (1913, 1915, 1918, 1919)                               | 19            |
| Club Guaraní          | Assunção | Distrito Capital | Lugar           | --      | --         | 4 (1906,1907, 1921, 1923 )                               | 24            |
| Club Nacional         | Assunção | Distrito Capital | Lugar           | --      | --         | 4 (1909, 1911, 1924, 1926)                               | 25            |
| Club Olimpia          | Assunção | Distrito Capital | Campeão         | --      | --         | 9 (1912, 1914, 1916, 1917,1925, 1927, 1928, 1929, 1931 ) | 25            |
| Sol de América        | Assunção | Distrito Capital | Lugar           | --      | --         | 0 (não possui)                                           | 19            |
| Club Libertad         | Assunção | Distrito Capital | Vice Campeão    | --      | --         | 3 (1910, 1920, 1930)                                     | 20            |
| Atlántida Sport Club  | Assunção | Distrito Capital | Lugar           | --      | --         | 0 (não possui)                                           | 16            |
| Club Presidente Hayes | Assunção | Distrito Capital | Lugar           | --      | --         | 0 (não possui)                                           | 12            |
| CALT                  | Assunção | Distrito Capital | Lugar           | --      | --         | 0 (não possui)                                           | 3             |

## Premiação
| Campeonato Paraguaio 1935 Primeira Divisão |
| Assunção                                   |
| ------------------------------------------ |
| Club Cerro Porteño Campeão (5º título)     |